# Stavba Altino Arantes
Stavba Altino Arantes (portugalsko Edifício Altino Arantes), znana tudi kot stavba Banespa (portugalsko Edifício do Banespa) in najbolj priljubljena Banespão (velika Banespa), je pomemben nebotičnik v slogu Art déco v São Paulu, Brazilija.

## Zgodovina
Stavba je bila sedež banke države São Paulo (Banespa) in je bila zgrajena med letoma 1939 in 1947. Dve desetletji je ostala najvišja stavba v mestu, dokler je ni presegel Mirante do Vale. Kmalu po dokončanju v 1940-ih so jo razglasili za največjo železobetonsko strukturo na svetu. Zasnoval ga je Plínio Botelho do Amaral, ki se je zgledoval po Empire State Buildingu in Franku Lloydu Wrightu. Njen panoramski pogled na središče São Paula in njegovo obrobje pritegne na tisoče obiskovalcev.
Po ustanovitvi leta 1909 je Banespa doživela obdobje znatne širitve in potrebovala je večji sedež. Prvo mesto, izbrano za ta namen, je bilo na trgu Ramos de Azevedo, kraj, ki je oddaljen od bančnega okrožja São Paula v bližini ulic São Bento in XV de Novembro. Odločena, da se bo preselila na gospodarsko pomembnejše območje, je banka sklenila dogovor s Santa Casa de Misericórdia o nakupu stavbe, ki bi jo porušili za izgradnjo novega sedeža na ulici João Brícola. Za projekt je skrbel inženir in arhitekt Plinio Botelho do Amaral, vendar ga je prilagodilo pogodbeno podjetje Camargo & Mesquita, ki je želelo zgraditi nekaj podobnega Empire State Buildingu.
Gradnja se je začela 19. septembra 1939. Po skoraj 8 letih je bila 27. junija 1947 slovesno odprta stavba kot najvišja v São Paulu, saj je bila visoka 161,22 metra. Skoraj 20 let je ostala najvišji nebotičnik v São Paulu. V času inavguracije je bila tudi najvišji nebotičnik zunaj Združenih držav. Stavba je bila dolgo časa zlahka prepoznavna zaradi svetleče table, ki je svetila z njene strehe. Naslednje leto jo je francoska revija označila za največjo železobetonsko strukturo na svetu, saj so bile številne velike stavbe (vključno z Empire State Building, ki je bila takrat najvišja na svetu) zgrajene iz kovine. V desetletju 1960-ih je bilo ime stavbe spremenjeno v Edifício Altino Arantes, v poklon prvemu brazilskemu predsedniku banke Altinu Arantesu Marquesu. Od takrat stavba ni bila deležna večjih zunanjih sprememb, niti po prodaji Banespa leta 2000 španski finančni skupini Banco Santander Central Hispano.
Leta 2011 je Condephaat stavbo uvrstil na seznam občinske dediščine.
Na vrhu stavbe je zastava zvezne države São Paulo, ki meri 7,20 metra v širino in 5,40 metra v višino, ki se mesečno spreminja zaradi obrabe, ki jo povzročajo močni vetrovi na tej višini.

### Reforma leta 2017
Leta 2017 je Banco Santander objavila, da prenavlja stavbo. Mesto bo ponovno zagnano kot svetilnik in kulturni prostor. 25. januarja 2018, ob obletnici mesta São Paulo, je Banco Santander – lastnica stavbe – odprla kulturni center, imenovan »Farol Santander«, ki vključuje skate park v 21. nadstropju, ki ga je mogoče najeti na uro in arena za debate v 8. nadstropju, ki sprejme do 100 ljudi in vsako soboto gosti predavanja o podjetništvu in mestih, 22. in 23. nadstropje pa je namenjeno občasnim razstavam. Stavba ima paviljon in celo veliko luksuzno stanovanje, ki ga je mogoče najeti za 3500 R$ na dan. V 2. nadstropju je tunel, kjer več velikanskih plošč prikazuje video o zgodovini stavbe in mesta São Paulo. V 3. nadstropju so poustvarili bančna okenca in prostore za pomoč strankam. Z uporabo totemov je mogoče simulirati odpiranje bančnega računa, kot je bilo storjeno leta 1940. V 5. nadstropju je mogoče videti naslikane portrete predsednikov Banco Agrícola, preden je ta postala Banespa in pozneje Santander. V okolju je še vedno staro pohištvo, kot so mize, stoli, preproge, ki so jih uporabljali na sestankih upravnega odbora Banespa, pohištvo iz palisandra pa je bilo izdelano v Liceu de Artes e Ofícios v São Paulu.

## Statistika
Stavba ima 35 nadstropij, visoka je 161,22 metra in meri 17.951 kvadratnih metrov ter ima 14 dvigal, 900 stopnic in 1119 oken. 20 let je bila najvišja stavba v São Paulu. Leta 1948 je veljala za največjo železobetonsko konstrukcijo na svetu.

## Dvorana
Vhodna dvorana meri 379 kvadratnih metrov. Leta 1988 je v avlo stavbe prišel čudovit kristalni lestenec v déco-eklektičnem slogu, visok 13 metrov, sestavljen iz 10.000 kosov kristala in težak 1,5 tone, izdelan v obliki stavbe. Na tleh ima granitne kocke, majhne ploščice z zelo majhnimi risbami brazilskega ozemlja, obkrožene z besedami Banco do Estado do São Paulo (Banka države São Paulo).

## Razgled
Stolp Banespa je eden najbolj znanih nebotičnikov v São Paulu. Na najvišji točki stavbe, ki je dostopna iz 33. nadstropja po 2 nizih stopnic, je razgledna ploščad s pogledom do 40 km. Tam si lahko ogledate druge pomembne znamenitosti mesta, kot so mestna tržnica, stolnica Sé, Edifício Italia, ki je zasedla svoje mesto kot najvišja stavba v mestu, in naprej v raznolike sosednje četrti. Z vrha s vidi:
- Stolnica v São Paulu
- Pátio do Colégio
- Viaduto Santa Ifigênia
- Vale do Anhangabaú
- Edifício Itália
- Viaduto do Chá
- Avenija Paulista
- Mosteiro de São Bento
- Stavba Martinelli
- Mestna tržnica

Za ogled je potrebna osebna izkaznica: kopija potnega lista za tujce. Parapet je majhen; obiskovalcem je dovoljeno samo 5 minut na vrhu.

## Muzej
V stavbi je tudi muzej Banespa, ki beleži skoraj 100-letno zgodovino banke od njene inavguracije kot Bank of Hipothecário Credit države São Paulo do danes. Muzejska zbirka med drugim obsega 993 predmetov, 1003 umetnin, 98 signiranih fotografij, 66 vzhodnih in narodnih preprog.